# Gene Roddenberry
Eugene Wesley „Gene“ Roddenberry (19. srpna 1921 El Paso, Texas, USA – 24. října 1991 Santa Monica, Kalifornie, USA) byl americký scenárista a producent, tvůrce sci-fi světa Star Treku.

## Život
Roddenberry strávil dětství v Los Angeles, kam se jeho rodina přestěhovala kvůli otcově zaměstnání u losangeleské policie.
V roce 1941 se stal letcem u amerického vojenského letectva. V Tichomoří absolvoval mnoho bojových misí s letounem B-17 a získal Záslužný letecký kříž a Leteckou medaili. Po válce létal jako pilot pro aerolinky Pan Am. V letech 1949–1956 sloužil u losangeleské policie. Od začátku 50. let psal jako scenárista na volné noze.
Roddenberry byl dvakrát ženatý; s první ženou, Eileen Rexroatovou, měl dvě děti. Jeho druhou ženou byla Majel Barrettová, která hrála v první sérii Star Treku postavu zdravotní sestry Christine Chapelové, v dalších sériích pak postavu Lwaxany Troi a hlas lodního počítače. Roddenberry s ní měl jedno dítě.
Po jeho smrti byla část (7 gramů) Roddenberryho zpopelněných ostatků vystřelena do vesmíru, kde kapsle šest let obíhala Zemi (poté shořela v atmosféře). Jednalo se o historicky první vesmírný pohřeb.

## Televizní kariéra
Před Star Trekem napsal Roddenberry scénáře pro mnoho populárních televizních seriálů z 50. let jako např. Have Gun, Will Travel. Vedl produkci NBC seriálu The Lieutenant z let 1963–1964 o amerických mariňácích. Pokoušel se odstartovat i jiné sci-fi série, většinou však neúspěšně.
Základní myšlenku Star Treku vymyslel Roddenberry v roce 1964. Série se nakonec ujalo Desilu Studios. Původní pilotní projekt za 500 000 $ se setkal s malým zájmem ze strany NBC, stanice si však navzdory zavedeným postupům objednala druhý pilotní pořad. Seriál Star Trek (později označovaný jako Star Trek: The Original Series) měl premiéru 8. září 1966 a běžel tři sezóny. Přestože byl ukončen kvůli nízkému ratingu, získal širokou popularitu v rámci televizního syndikátu.
Po zrušení Star Treku Roddenberry vytvořil čtyři další koncepty televizních sci-fi seriálů, dokonce u nich natočil pilotní snímky, ale dalšími díly nebylo navázáno: The Questor Tapes, Genesis II, Planet Earth a Strange New World. Jako spoluautor a výkonný producent se účastnil natáčení televizního filmu Spectre (1977).
Během 70. let Roddenberry přednášel na univerzitách po celých Spojených státech. Bavil návštěvníky anekdotami ze světa Star Treku, mluvil o svých vizích budoucnosti a ukazoval Star Trek Blooper Reel, kolekci vystřižených scén z původního seriálu. Fanoušci mu projevili náklonnost přezdívkou „The Great Bird of the Galaxy“ („Velký pták Galaxie“) po mytickém stvoření zmíněném v jedné z epizod z původní série.
V roce 1975 společnost Paramount vyzvala Roddenberryho k vytvoření další pokračující televizní série založené na Star Treku s obsazením v mezích možností podobným původnímu. Tento seriál Star Trek: Phase II měl být hlavním pořadem nové stanice, ale plány Paramountu ohledně ní byly zrušeny a změněny na natočení hraného filmu ze světa Star Treku. Výsledný Star Trek: Film (1979) se setkal s vlažným přijetím, přesto však bylo v 80. letech vytvořeno několik hraných filmů a nový televizní seriál Star Trek: Nová generace (1987–1994). Roddenberry se do tvorby tohoto seriálu silně zapojil, i když se jeho příspěvek v sezónách 2 a 3 snížil kvůli zhoršujícímu se zdraví. Star Trek se později rozšířil i do seriálů Star Trek: Stanice Deep Space Nine (1993–1999), Star Trek: Vesmírná loď Voyager (1995–2001), Star Trek: Enterprise (2001–2005) a Star Trek: Discovery (od 2017).
Gene Roddenberry je také tvůrcem seriálu Andromeda'. Tento příběh vypráví o tom, jak kdysi silné Společenství všech systémů (Systems Commonwealth) bylo zničeno frakcí geneticky modifikovaných nadlidí, známých jako Nietzscheani. Hlavní role v tomto sci-fi seriálu má Kevin Sorbo a Lexa Doig.

## Filmy a knihy
Roddenberry produkoval pouze první ze startrekovských filmů, Star Trek: Film. Kvůli překročení nákladů a problematickým vztahům s vedením Paramountu byl Roddenberry vytlačen a nahrazen Harvem Bennettem. Na dalších čtyřech filmech pokračoval jako výkonný konzultant: Star Trek II: Khanův hněv (1982), Star Trek III: Pátrání po Spockovi (1984), Star Trek IV: Cesta domů (1986) a Star Trek V: Nejzazší hranice (1989). Poslední film založený na původním seriálu Star Trek, Star Trek VI: Neobjevená země (1991), byl věnován Roddenberryho památce; on sám údajně viděl jednu z nehotových verzí tohoto filmu několik dnů před svou smrtí.
Kromě svých filmů a prací pro televizi napsal Roddenberry také novelizaci prvního startrekovského filmu pod názvem Hrozba z vesmíru, která byla publikována v roce 1979 jako první ze stovek románů založených na Star Treku od Pocket Books. Někdy se tvrdilo, že skrytým autorem této knihy je ve skutečnosti Alan Dean Foster, což však bylo vyvráceno; Foster ovšem přispěl do filmového scénáře. Roddenberry mluvil o napsání další knihy ze světa Star Treku, ale zemřel, než mohl své plány zrealizovat.